# موش پنبه میاهوآتلان
موش پنبه میاهوآتلان (نام علمی: Sigmodon planifrons) نام یک گونه از زیرخانواده سینی‌دندانیان است.